# Kommendörkapten med särskild tjänsteställning
Kommendörkapten med särskild tjänsteställning, kommendörkapten mst, (förkortat Kk*) var inom Sveriges försvar en kommendörkapten som hade högre tjänsteställning än en "vanlig" kommendörkapten. Befattningen krävde kompetensnivå 2 (kompetensnivå F före 1983), medan en "vanlig" kommendörkapten hade kompetensnivå 3. Kommendörkapten mst bar samma gradbeteckningar som en "vanlig" kommendörkapten. I Armén var motsvarande grad överstelöjtnant med särskild tjänsteställning (övlt*).